# Banca Nazionale dell'Ucraina
La Banca Nazionale dell'Ucraina è la banca centrale dello stato europeo dell'Ucraina.
La valuta ufficiale è la grivnia ucraina.

## Storia
Il settore bancario in Ucraina fa risalire la sua storia al 1918, quando il 22 dicembre 1917 il Consiglio centrale dell'Ucraina adottò una legge "Sulla trasformazione dell'ufficio di Kiev della Banca di Stato russa in Banca di Stato ucraina". La legge univa tutti gli uffici dell'ex banca statale, Noble Land Bank e Peasant Land Bank. Allo stesso tempo esisteva un decreto del Comitato esecutivo centrale dell'Ucraina sulla nazionalizzazione delle banche dal 14 dicembre 1917. Il 5 gennaio 1918, la Banca di Stato ucraina iniziò a emettere la propria moneta. Il 10 agosto 1918 fu firmato uno statuto sulla Banca di Stato ucraina. Il 23 agosto 1918 fu istituita la State Land Bank.
Alla fine della prima guerra mondiale, l'Ucraina fu occupata da un nuovo regime russo: i bolscevichi. La Russia bolscevica adottò una legge sul comunismo di guerra che interruppe l'uso di qualsiasi istituzione finanziaria. Tuttavia, nel 1921 in tutta l'Ucraina iniziarono a essere istituite banche statali della RSFS russa che in seguito furono trasformate nella Banca centrale dell'URSS.
Prima della caduta dell'Unione Sovietica durante i periodi del periodo di ricostruzione, la Banca Nazionale dell'Ucraina era una filiale della Banca Centrale dell'URSS, mentre esisteva un numero registrato di banche con vari status. C'erano oltre 15 banche di status ministeriale, oltre 20 banche di istituzioni statali / cooperative, banche di Mosca in Ucraina, banche con status statale. Ufficialmente, la Banca Nazionale dell'Ucraina ha agito come Banca Centrale dell'Ucraina dall'inizio del 1991. Come le istituzioni di molte nazioni di recente indipendenza, ha affrontato terribili difficoltà finanziarie durante gli anni 1990, portando a un prolungato periodo di iperinflazione.